# 주주
주주(株主, 영어: shareholder, stockholder)란 주식회사의 주식을 보유한 개인 또는 법인을 말한다.

## 개념
일정 이상의 규모를 갖는 회사는 일반적으로 한사람이 그 자금을 모두 댈 수 없으므로, 여러 사람들의 자금을 모아서 투자하되 각자가 투자한 비율 만큼 그 회사를 소유한다는 개념으로 주식회사라는 것이 생겨났다. 자본주의 사회에서 어떠한 자산을 소유한다는 것은 그에 대한 증서를 필요로 하는데 그 증서가 주식이고, 그것을 소유하고 있는 자가 주주인 것이다. 물론 단 한주만을 가져도 주주임은 맞으나 많은 주식을 가진 자가 그 회사에 큰 영향력을 행사할 수 있을 것이다 (이처럼 많은 주식을 소유한 주주를 대주주라 부른다). 반면, 많은 돈을 납입하고 주식을 산 사람은 회사가 잘못될 경우 주식의 가치 하락으로 그만큼 큰 손해를 입게 되는데, 이처럼 회사에 대한 책임 또한 가진 주식의 양으로 결정되게 된다. 또한 주주가 회사에 대해 지는 책임 또한 가진 주식의 양에 의해 제한된다.

## 주주명부
주식회사에서는 주주들의 목록을 1년에 한번 주주명부에 기록하며, 대주주 여부의 판단 또한 주주명부의 기록에 의해 판단한다. 연말 배당금은 주주명부에 기록되어 있는 주주만이 받는다. 예를 들어 1월 15일에 주식을 사서 2월 15일에 주식을 판 사람은 한달간 주주였기는 하나, 연말에 배당금을 받을 수 있는 자격은 없다. 주주명부에 기록되지 않은 주주이기 때문이다.
주주명부는 12월 결산법인(대한민국의 대부분의 주식회사는 12월 결산법인이다)의 경우 12월의 장 마지막날 주식을 가진 사람들을 기록한다. 그러나 그 날짜가 12월 31일은 아니다. 그 이유는 한국거래소의 경우 폐장일이 12월 30일이고 12월 31일은 휴장이며, 결제는 주식을 거래한 날보다 2영업일 후에 이루어지기 때문이다.
2013년의 경우, 폐장일이 12월 30일, 즉 증시에서 한해의 마지막 날이 12월 30일이 된다. 12월 29일과 12월 28일은 주말이므로, 따라서 12월 30일의 2영업일 전은 12월 26일이 된다. 따라서 2013년 12월 27일에 주식을 취득한 사람은, 실제로는 2014년 증시의 첫 영업일 시점에 주식을 갖고 있는 셈이기 때문에 2013년 말의 주주명부에는 기록이 되지 않는다.
2013년 12월 26일에 주식을 매수하여 대주주가 된 사람은, 2014년 초에 발표되는 주주명단에서 대주주로 인정되며, 2014년에 자신의 주식을 매도하면 양도소득세를 물게 된다.
주주명부는 현대에는 전산 시스템으로 기록하기 때문에 어려울 것이 없으나, 과거에는 수작업으로 기록하여 시간이 오래 걸렸다. '주주명부폐쇄'는 과거에 수작업으로 주주명부를 작성할 때 필요했던 제도이지만 아직도 남아 있다. 주주명부 폐쇄기간은 최대 3개월까지 인정되며, 해당 기간 중에는 주주가 바뀌어도 명의개서가 불가능하다.

## 주식의 취득
주주가 주식을 취득한 방법은, 회사 설립시 또는 신주 발행시 주식을 취득한 것일 수도 있고 합병·상속에 의한 승계나 주식의 양수에 의한 개별적 승계에 의한 것일 수도 있다.

## 상법

### 주식의 권리의 주체
다음은 주식의 권리의 주체에 관한 상법상의 판례이다.
- 실제로 주식을 인수하여 그 대금을 납입한 명의차용인만이 실질상의 주식인수인으로 주주가 되고, 단순한 명의대여자에 불과한 자는 주주로 볼 수 없다.[4]
- 주주유한책임의 원칙은 주주의 의사에 반하여 주식의 인수가액을 초과하는 새로운 부담을 시킬 수 없다는 취지에 불과하고 주주들의 동의 아래 회사 채무를 주주들에게 분담하는 것까지 금하는 취지는 아니다.[5]
- 타인의 승낙을 얻어 그 명의를 빌려서 주식을 인수하고 그 대금을 납입한 경우에는 그 명의 차용인만이 실질상의 주식인수인으로서 주주가 되는 것이고 단순한 명의대여인은 주주가 될 수 없다.[6]

### 주식의 배정
신주인수의 법률적 성질이 상법상으로 사원관계의 발생을 목적으로 하는 입사계약으로 인정되고, 상법 제417조의 규정에 의하여 신주의 액면미달 발행이 엄격하게 제한되어 신주를 인수하고자 할 때에 그 액면 가액대로 인수할 수 밖에 없다고 할지라도, 세무회계상 타법인 발행의 신주인수는 투자자산의 매입에 해당하므로 신주발행 당시 발행회사의 자산상태 등의 평가에 의한 신주의 정당한 평가가액과 신주인수가액과의 차액을 비교하여 부당행위부인의 대상이 되는 고가매입 여부를 따져 보아야 한다.

### 주주의 지위상실
- 주주권은 주식의 소각 또는 주금체납에 의한 실권절차 등 법정사유에 의하여서만 상실되는 것이고 주주가 사실상 주권을 포기하고 주권을 멸각하거나 회사에 주식포기의 의사표시를 하고 반환하더라도 위와 같은 행위만으로는 주식이 소멸되거나 주주의 지위를 상실하지 아니한다.[8]
- 주주권은 주식양도, 주식의 소각 또는 주금 체납에 의한 실권절차 등 법정사유에 의하여서만 상실되고, 단순히 당사자 간의 특약이나 주식 포기의 의사표시만으로는 주식이 소멸되거나 주주의 지위가 상실되지 아니한다.[9]
- 주주 간의 분쟁 등 일정한 사유가 발생할 경우 어느 주주를 제명시키되 회사가 그 주주에게 출자금 등을 환급해 주기로 하는 내용의 규정을 회사의 정관이나 내부규정에 두는 것은 그것이 회사 또는 주주 등에게 생길지 모르는 중대한 손해를 회피하기 위한 것이라 하더라도 법정사유 이외에는 자기주식의 취득을 금지하는 상법 제341조의 규정에 위반되므로, 결국 주주를 제명하고 회사가 그 주주에게 출자금 등을 환급하도록 하는 내용을 규정한 정관이나 내부규정은 물적 회사로서의 주식회사의 본질에 반하고 자기주식의 취득을 금지하는 상법의 규정에도 위반되어 무효이다.[10]

### 주주권
사원의 자격에서 회사에 대해서 가지는 권리를 주주권이라 하며, 모든 주주에게 평등하게 부여된다.
주주권은 그 성격에 따라 크게 회사로부터 경제적 이익을 받는 것을 목적으로 하는 '자익권'과 회사의 지배 및 경영에 참여할 수 있는 권리인 '공익권'으로 구분할 수 있다. 예를 들어 이익배당청구권, 신주인수권 등은 자익권에 포함되며, 주주총회 의결권, 대표소송 등은 공익권에 포함된다.
보유주식의 양에 따라서는 1주만 가져도 행사할 수 있는 권리인 '단독주주권'과 일정 수 이상의 주식을 가져야 행사할 수 있는 권리인 '소수주주권'으로 구분된다. 예를 들어서 의결권, 재무제표열람청구권 등은 단독주주권의 일종인 반면, 대표소송은 100분의 1, 해산판결청구는 100분의 10 이상의 주식을 가진 주주만이 행사할 수 있는 소수주주권의 일종이다.

## 같이 보기
- 주주권
- 자익권
- 공익권
- 투자
- 대주주
- 소수주주권